# Capparis sessilis
Capparis sessilis là một loài thực vật có hoa trong họ Capparaceae. Loài này được Banks ex DC. mô tả khoa học đầu tiên năm 1824.